# 扁豆
扁豆（学名：Lablab purpureus），本字是𥣰豆，又称：鹊豆、蛾眉豆、肉豆、稨豆、白豆、眉豆、白扁豆、藊豆、南扁豆、沿篱豆、凉衍豆、羊眼豆、膨皮豆、茶豆、南豆、小刀豆、树豆、藤豆、铡刀片、气豆等，民间也俗称猪耳朵豆角（形似猪耳朵），中国东北也称“老母猪耳朵”（指长得很宽），为扁豆属下唯一一种，屬於豆科蝶形花亞科菜豆族。是廣布於非洲、印度次大陸與印尼等熱帶地區的食用作物。扁豆在這些地區是重要的蛋白質來源；在印度，扁豆的嫩豆莢像菜豆一樣被煮食，並是許多種咖哩的原料；在東亞與南亞扁豆可像黃豆一樣被做成豆腐或者天貝；在中國，扁豆被當成一種可以補氣的中藥材，功效是健脾、化濕、消暑，對於脾胃虛弱的患者而言，可以加強消化機能。
其种加词“Purpureus”意为“紫色的”。
雖然扁豆原產於非洲，且可生長在幾乎所有南撒哈拉地區，但對大多數非洲人而言卻非常陌生，反而在亞洲被廣泛利用。扁豆是適合貧窮地區食用的作物之一，因為其容易種植、能在較酸、含鋁較高且較貧瘠的土地生長，且產量豐富又較不受乾旱影響，在乾季仍維持生產。扁豆也有助於土地肥力的培養，其根可從地底深部吸收養分，且共生的根瘤菌可大幅提升土中的含氮量。

## 生長

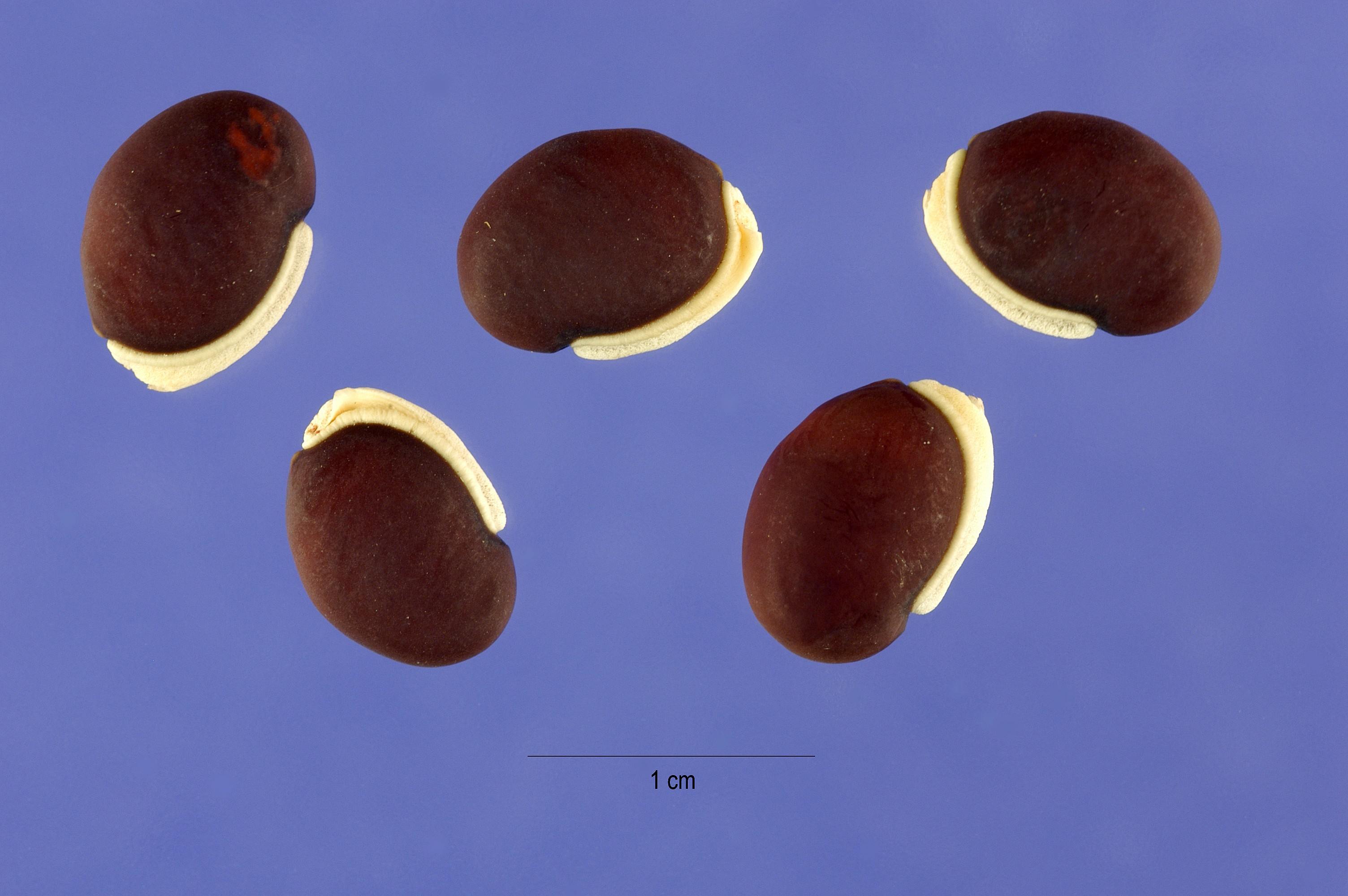
扁豆的種子

扁豆是一種攀緣植物，會產生紫色的花與豆莢，適合在圍籬與藤架上種植，其生長迅速，且可產生鮮豔花朵吸引蝴蝶與蜂鳥，還可產生可食用的葉、花、豆莢、種子與根。其乾燥的種子因含有高濃度的氰化葡萄糖苷而有毒，需經一段時間的烘烤後才能食用。

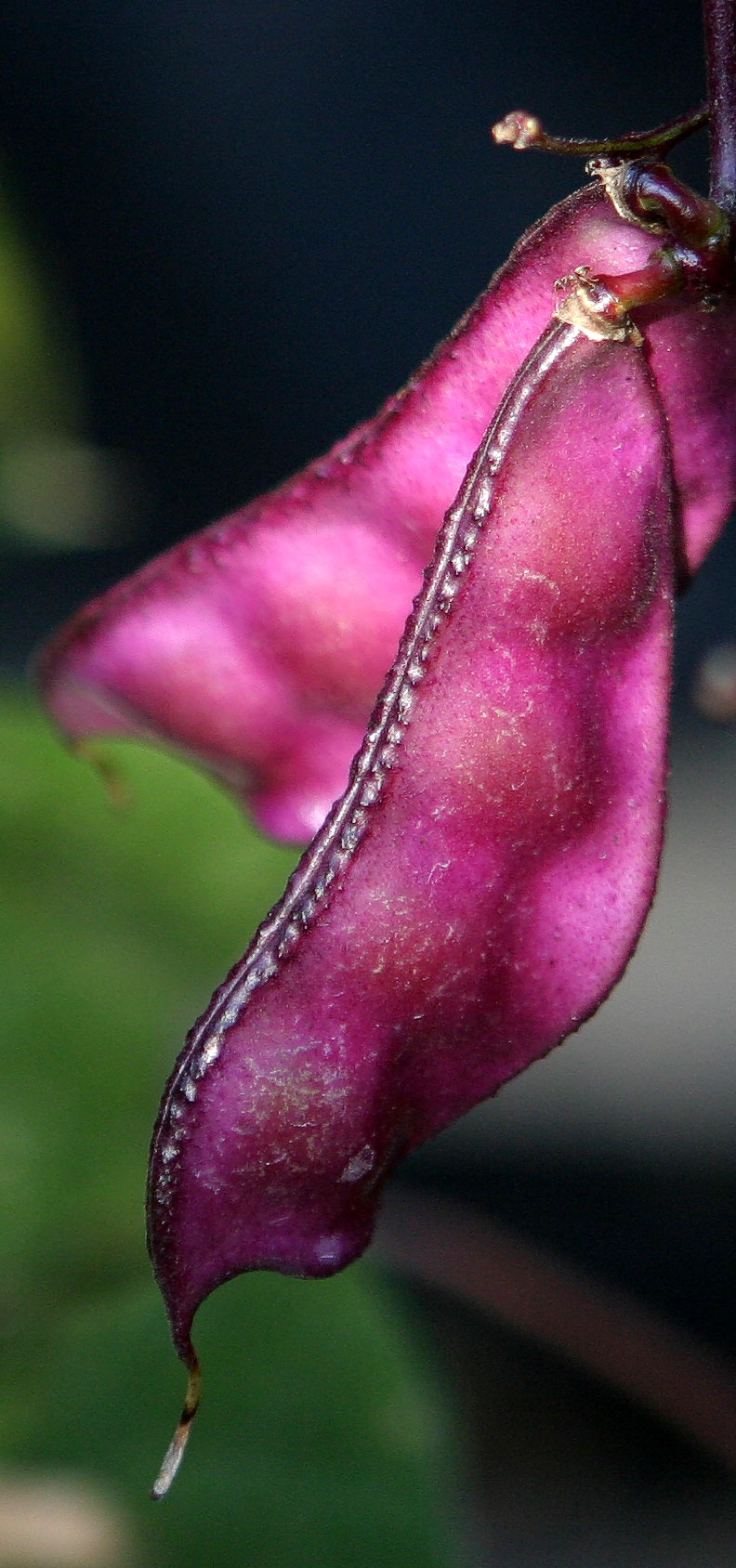
扁豆的豆莢

## 應用
扁豆常被種來當作飼料或觀賞植物。並同時是藥用植物和有毒植物。
在印度馬哈拉施特拉邦，一種以扁豆為原料的咖哩vaala che birdef（वालाचे बीरडे），這種咖哩通常在Shraavana節的素食齋戒時被使用。在卡納塔克邦扁豆有多種食用方式，包括做成咖哩avarekalu saaru、沙拉avarekaalu usli，加在傳統餐點upma上或作為另一項傳統餐點Akki rotti的香料。有時其外種皮會被剝除，而使用中間柔軟的部分入菜，這種食用形式特稱為「hitakubele avarekalu」。
在泰倫迦納地區，龐格爾節（Pongal festival）時扁豆的豆莢被切成小塊，作成一種特殊的辛辣咖哩，搭配一種由御穀做成的麵包Bajra 一起食用。這個特殊的佳餚已存在數個世紀。
在越南順化市，扁豆是傳統料理chè đậu ván的主要原料。
肯亞的基庫尤人也善於食用扁豆，他們認為扁豆可促進分泌乳汁，並長久以來做為哺乳中的母親的主食。扁豆被煮熟並搗碎後混合了熟透或半熟的香蕉以增加甜味。
在澳洲，一種稱為「Koala」的變種被研發成功，此變種生長迅速，適合作為糧食或飼料。其生產者聲稱這種白色的穀物可以當成「南半球的黃豆」出口至亞洲。扁豆每公頃可產超過2噸，在副熱帶地區的每公頃產量比綠豆多兩成。
由台灣中央研究院研究得知白扁豆萃取的蛋白質FRIL可以阻斷多種流感病毒以及COVID-19病毒感染

## 扩展阅读
- The Hyacinth Bean - Informative but non-scholarly essay on Hyacinth Bean history, uses, etymology.
- The Banglalore bean
- Murphy, Andrea M.; Colucci, Pablo E.  A tropical forage solution to poor quality ruminant diets: A review of Lablab purpureus （页面存档备份，存于） Livestock Research for Rural Development (11) 2 1999
- JSTOR Plant Science
- University of Agricultural Sciences, Bangalore, India - Lablab lab

## 外部連結
- 中国数字植物标本馆中的相关内容：扁豆
- 白扁豆 （页面存档备份，存于）